# 자유선언
《자유선언》은 1995년 3월 7일에 방영된 MBC 베스트극장이다.

## 줄거리
신세대 여성 인희와 진영은 부모로부터 독립해 아파트에서 함께 살기로 한 두 사람은 자유를 위한 어떤 행동도 용서한다는 모토로 삶을 시작한다. 진영은 차 세일즈에 나서고, 인희는 학교 교사로 충실하게 자기 일을 하지만, 대조적인 두 사람의 성격으로 인해 생활은 곧 파국을 맞이한다.

## 등장 인물
- 박선영 : 진영 역
- 우희진 : 인희 역
- 유태웅
- 신귀식